# ويس شامبرلين
ويس شامبرلين (بالإنجليزية: Wes Chamberlain) هو لاعب محترف لكرة القاعدة ‏ أمريكي، ولد في 13 أبريل 1966 في شيكاغو في الولايات المتحدة.

## وصلات خارجية
- ويس شامبرلين على موقع دوري كرة القاعدة الرئيسي (الإنجليزية)
- ويس شامبرلين على موقع الدوري الياباني لكرة القاعدة (الإنجليزية)
- ويس شامبرلين على موقعبيزبول رفرنس.كوم (الدوري الرئيسي) (الإنجليزية)
- ويس شامبرلين على موقعبيزبول رفرنس.كوم (الدوري الثانوي) (الإنجليزية)
- ويس شامبرلين على موقع إي إس بي إن.كوم (أم.أل.بي) (الإنجليزية)
- ويس شامبرلين على موقع مشجعي الرسوم البيانية (الإنجليزية)